# セカンド・カミング
『セカンド・カミング』（Second Coming）は、イギリスのロックバンド、ザ・ストーン・ローゼズのセカンド・アルバム。1994年12月5日にゲフィン・レコードから発売され最高で全英4位、全米47位を記録した。このアルバム・リリース後のツアー前にドラマーのレニが脱退、1996年3月21日にはギターのジョン・スクワイアが脱退し、1996年10月にイアン・ブラウンが解散を発表したためストーン・ローゼズのラスト・アルバムとなった。
オリコン最高24位を記録

## 概要
サイケデリックでポップな曲が多かったファースト・アルバムとは打って変わりジョン・スクワイア主導で制作された本作はレッド・ツェッペリンを思わせるギターリフやギターソロ、ブルージーな音を際立たせたベース、ドラムスが、奏でるブルース色が濃い曲が多く、『Q』誌は「失敗作」という見出しで「『セカンド・カミング』は及第点にすぎない、つまり失望させられた」と2つ星の評価で酷評した。

## 制作過程
シルバートーンとの契約解除等の裁判の末、ゲフィン・レコードに移籍した後、1992年3月にウェールズ北部に移動しローリング・ストーンズが所有していたモービル・ユニットをエウロイ市のオールド・ブルワリーに停泊させ、ジョン・レッキーを招き完成済みの6曲のレコーディングに取り掛かるが、ファースト・アルバムの成功とそれに伴うプレッシャー、契約を巡る裁判の疲労、イアンとジョンに子供が生まれたことに伴う責任感、そして目的を達成して大金を稼いだという達成感からバンドはやる気を失いかけており、卵を投げ合うふざけ合いや、縄跳びやシャドーボクシングといったエクササイズ、ワインやビールや女性等による遊びでなかなか進まず。デモを収録するのに6週間を費やす。その後、オールド・ブルワリーに戻って1ヶ月スタジオにこもり10曲を完成させ、1993年1月にマンチャスター北部のベリーにあるスクエア・ワン・スタジオに移り6月までリハーサルを行う。6月にロック・フィールド・スタジオに移りアルバム制作を開始するもののジョン・レッキ―が遊びに時間を費やしレコーディングを進めないバンドに見切りをつけプロデューサーを降りてしまう。バンドはエンジニアのポール・シュローダーをプロデューサーに昇格させ、テープ・オペレーターのサイモン・ドーソンをエンジニアに昇進させてレコーディングを続ける。すでに完成した曲のいくつかをボツにし、再びデモテープを収録する作業を行い、再び一からレコーディングするという状態になり、スタジオ代が一日1500ポンドに及びながらもなんとかレコーディングを進めるが、12月にバンドのマネジャーのフィリップ・ホールががんで亡くなり。エンジニアのサイモン・ドーソンが運転中に事故に遭い、さらにはバンドとの力関係によってうまくまとめられないなどの理由からポール・シュローダーがプロデューサーを降りるなどレコーディングは難航を極める。最終的にサイモン・ドーソンがプロデューサーに昇格し1994年の春にアルバムを完成させた。

## 評価
1994年11月先行シングル「ラブ・スプレッズ」をリリースしチャートの2位となる大ヒットとなる。12月5日アルバムがリリースされ4位を記録する。『メロディ・メイカー』誌は高い評価を与えたものの、『NME』誌は困惑的なレビューをし、『Q』誌は「失敗」という評価をした。
アメリカでは最初の週で2万1953枚を売り上げ47位に食い込むが、クオリティが低いという理由からMTVに「ラブ・スプレッズ」のビデオを流すのを拒否され、新たにビデオを録り直した。1995年2月に「テン・ストーリー・ラヴ・ソング」をシングルカット、この曲のミュージック・ビデオではレニが撮影に来なかった（この時点ではまだ脱退はしていなかった）ため、バンドのローディーがレニのお面を被って出演している。10月30日には「ベキング・ユー」をシングルカット、これがローゼズ解散前のラスト・シングルになった。

## 発表後の動向
1995年3月にレニが家族との時間を取りたいという理由でバンドを脱退。オーディションを経てロビー・マディックス（Robbie Maddix）が加入してツアーを行うも、1996年3月21日にはジョン・スクワイアが「バンドでギターを弾くのを続けられない」とメンバーに電話で連絡し脱退。アジズ・イブラヒム（Aziz Ibrahim）が加入し、8月25日にレディング・フェスティバルに出演するも徹夜をして音を外し続けるイアンのボーカルや女性ダンサーを従えたステージは受け入れられずに、プレスから酷評される。その後マニが前々から受けていたプライマル・スクリーム移籍の話を飲んで移籍する。これを受け、イアン・ブラウンは10月9日に「この10年間、全世界で一番汚い仕事にかかわって、ここへ来てストーン・ローゼズの終わりを発表できることをうれしく思う。これまで俺たちを愛し、支えてくれた人たちに神の祝福がありますように。特に、俺たちをここまでたどり着かせてくれたマンチェスターの人々に平和を」という解散声明を発表した。

## 収録曲
1. ブレイキング・イントゥ・ヘヴン - "Breaking Into Heaven"
2. ドライヴィング・サウス - "Driving South"
3. テン・ストーリー・ラヴ・ソング - "Ten Storey Love Song"
4. デイブレイク - "Daybreak"
5. ユア・スター・ウィル・シャイン - "You Star Will Shine"
6. ストレート・トゥ・ザ・マン - "Straight to the Man"
7. ベギング・ユー - "Begging You"
8. タイトロープ - "Tightrope"
9. グット・タイムズ - "Good Times"
10. ティアーズ - "Tears"
11. ハウ・ドゥ・ユー・スリープ - "How Do You Sleep"
12. ラヴ・スプレッズ - "Love Spreads"
13. "The Foz"（隠しトラック）

※「ラヴ・スプレッズ」が終わったのち、CDは、13曲目から89（および91から99曲目）が4秒間の無音としてプレスされた。ただし、ヴァウナル盤には「The Foz」も隠しトラックも収録されていない。
作曲はジョン・スクワイア単独作が9曲(「ブレイキング・イントゥ・ヘヴン」「ドライヴィング・サウス」「テン・ストーリー・ラヴ・ソング」「ユア・スター・ウィル・シャイン」「タイトロープ」「グット・タイムズ」「ティアーズ」「ハウ・ドゥ・ユー・スリープ」「ラヴ・スプレッズ」)
イアン・ブラウン単独作が1曲(「ストレート・トゥ・ザ・マン」) ジョン・スクワイアとイアン・ブラウンによる共作が1曲(「ベギング・ユー」) メンバー全員によるものが1曲(「デイブレイク」)である。

## 参加メンバー
- イアン・ブラウン (Ian Brown) - ボーカル、ハーモニカ
- レニ (Reni) - ドラム、パーカッション、バック・ボーカル
- ジョン・スクワイア (John Squire) - ギター、バック・ボーカル（「タイトロープ」のみ）
- マニ (Mani) - ベース

### サポートメンバー
- サイモン・ドーソン (Simon Dawson) - キーボード、カスタネット、ジューズ・ハープ
- ニック・ブライン (Nick Brine) - タンバリン（「ラブ・スプレッズ」のみ）
- ブライアン・パグスリー (Brian Pugsley) - プログラミング（「ベキング・ユー」のみ）

### プロデューサー、エンジニア
- サイモン・ドーソン (Simon Dawson)
- ポール・シュローダー (Paul Schroeder)
- ジョン・レッキー (John Leckie) ※ブレイキング・イントゥ・ヘヴンのイントロ部分
- ニック・ブライン (Nick Brine) ※アシスタント・エンジニア